# Франсіско Гаррігос
Франсіско Гаррігос (9 грудня 1994 , Мостолес, Мадрид ) — іспанський дзюдоїст, бронзовий призер Олімпійських ігор 2024 року, чемпіон світу та Європи.

## Виступи на Олімпіадах
| Олімпіада           | Дисципліна | Місце |
| ------------------- | ---------- | ----- |
| Ріо-де-Жанейро 2016 | до 60 кг   | 17=   |
| Токіо 2020          | до 60 кг   | 9=    |
| Париж 2024          | до 60 кг   | 3     |